# Спортска економија
Економија спорта је грана економије која изучава повезаност економије са спортом. Дефинише се као проучавање оних спортова који се сматрају комерцијалним, иако постоји консензус да је ова дефиниција превише строга. Може да се дефинише и применом теорије цена као део економије који анализира спорт кроз разумевање, предвиђање или објашњавање избора у спортском контексту.
Једна од карактеристика ове економије која је разликује од других грана економије је да компаније (било да су клубови у тимским спортовима или спортисти у случају индивидуалних спортова) треба да имају конкуренцију да максимизирају свој профит и да не могу да теже монополизацији тржишта. Ова и друге посебности су оно што је довело до спорог али сталног напретка дисциплине у последњих неколико година.
Од објављивања чланка који се сматра пиониром у овој областу, чланка Симона Ротенберга из 1956. године, све је присутније академско истраживање у овој области на факултетима економије из целог света.
То је резултирало појавом међународних академских часописа специјализираних за спортску економију или спортски менаџмент, као што су Journal of Sports Economics, International Journal of Sport Finance, European Sport Management Quarterly и Journal of Sport Management.